# Veterinarska fakulteta v Ljubljani
Veterinarska fakulteta (kratica VF) je fakulteta, ki je članica Univerze v Ljubljani.
Fakulteta je bila ustanovljena leta 1953 kot oddelek takratne Fakultete za agronomijo, gozdarstvo in veterinarstvo v Ljubljani (kasnejše Biotehniške fakultete). Samostojna članica Univerze je od leta 1990.
Trenutna dekanja je Breda Jakovac Strajn.

## Organizacija
Inštituti
- Inštitut za anatomijo, histologijo in embriologijo
- Inštitut za fiziologijo, farmakologijo in toksikologijo
- Inštitut za higieno in patologijo prehrane živali
- Inštitut za higieno okolja in živali z etologijo
- Inštitut za higieno živil in bromatologijo
- Inštitut za mikrobiologijo in parazitologijo
- Inštitut za patologijo, sodno in upravno veterinarstvo
- Inštitut za rejo in zdravstveno varstvo kopitarjev
- Inštitut za zdravstveno varstvo in gojitev divjih živali, rib in čebel
- Inštitut za zdravstveno varstvo perutnine
- Inštitut za zdravstveno varstvo prašičev